# Shōjo Comic
Shōjo Comic (少女コミック? solitamente abbreviato in 少コミ Shōkomi, Sho-Comi o Shōcomi) è una rivista giapponese di manga shōjo pubblicata dalla Shogakukan per un pubblico di ragazze adolescenti sin dal 1968. Dalla fondazione fino al 1980 circa era pubblicato settimanalmente, ma successivamente ha iniziato ad uscire come quindicinale.
Durante gli anni settanta sono state pubblicate nella Shōjo Comic moltissime serie importanti per il genere shōjo, comprese le opere di Moto Hagio, Keiko Takemiya e Yumiko Igarashi.
Originariamente i manga nella Shōjo Comic erano completamente privi di elementi riguardanti la sessualità dei personaggi, comprese anche le scene di baci; a partire però alle opere di Mayu Shinjō, ed in particolare Kaikan Phrase (Strofe d'amore), ricca di scene molto piccanti, la Shōjo Comic ha ora al suo interno più riferimenti erotici delle altre riviste concorrenti come Margaret e Hana to Yume, sebbene le scene non siano mai da considerarsi come vero hentai.
Nel 2007 l'Associazione Genitori-Insegnanti giapponesi definì la rivista come la peggiore e la meno adatta per le ragazzine.

## Mangaka e serie pubblicate nellaShōjo Comic
- Mai Andō
  - Sanrio danshi
- Mitsuru Adachi
  - Hiatari Ryōkō!
- Kotomi Aoki
  - Asa mo, Hiru mo, Yoru mo
  - Boku wa imōto ni koi o suru
  - Boku no hatsukoi o kimi ni sasagu
  - Ijiwaru Shinaide
- Moto Hagio
  - Il cuore di Thomas
  - Siamo in 11
- Mann Izawa (storia) e Yumiko Igarashi (disegni)
  - Georgie
- Gō Ikeyamada
  - Moe Kare!!
  - Uwasa no Midori-kun
- Shōtarō Ishinomori
  - Cyborg 009 (5° versione, del 1975–1976)
- Miyuki Kitagawa
  - Tokyo Juliet
- Kyoko Kumagai
  - Il ventaglio scarlatto
- Kanan Minami
  - Honey & Honey Drops
  - Ren'ai Shijō Shugi
  - Chain of Pearls
- Kaho Miyasaka
  - Binetsu Shoujo
  - Kare: First Love
- Aqua Mizuto
  - Milk Crown
  - Milk Crown H!
- Iori Shigano
  - Kapōn!
  - Sonna Koe Dashicha Iya!
- Mayu Shinjō
  - Strofe d'amore
  - Love Celeb
  - Ai wo Utau yori Ore ni Oborero
  - Virgin Crisis
- Chie Shinohara
  - Il sigillo azzurro
  - Anatolia Story
  - Akatsuki no Lion
- Keiko Takemiya
  - La tomba del faraone
  - Il poema del vento e degli alberi
- Masami Takeuchi
  - Moondrop ni Oyasumi
- Yuu Watase
  - Alice 19th
  - C'era una volta in Giappone
  - Ayashi no Ceres
  - Fushigi yûgi
  - Fushigi yûgi Special
  - Imadoki
  - Zettai kareshi - Assolutamente lui
- Rie Takada
  - Punch!
  - Heart
  - Wild Act
  - Happy Hustle High
- Naoko Takeuchi/Mia Ikumi
  - Le Superchicche